# Sri Lanka ai Giochi della XXX Olimpiade
Lo Sri Lanka ha partecipato ai Giochi della XXX Olimpiade di Londra, che si sono svolti dal 27 luglio al 12 agosto 2012, con una delegazione di 7 atleti.

## Atletica leggera
Gare maschili
| Atleta          | Gara     | Batterie | Batterie | Quarti | Quarti | Semifinali | Semifinali | Finale  | Finale |
| Atleta          | Gara     | Tempo    | Pos.     | Tempo  | Pos.   | Tempo      | Pos.       | Tempo   | Pos.   |
| --------------- | -------- | -------- | -------- | ------ | ------ | ---------- | ---------- | ------- | ------ |
| Anuradha Cooray | Maratona | N.D.     | N.D.     | N.D.   | N.D.   | N.D.       | N.D.       | 2:20:41 | 55     |

Gare femminili
| Atleta            | Gara           | Batterie | Batterie | Quarti | Quarti | Semifinali      | Semifinali      | Finale          | Finale          |
| Atleta            | Gara           | Tempo    | Pos.     | Tempo  | Pos.   | Tempo           | Pos.            | Tempo           | Pos.            |
| ----------------- | -------------- | -------- | -------- | ------ | ------ | --------------- | --------------- | --------------- | --------------- |
| Christine Merrill | 400 m ostacoli | 57.15    | 9        | N.D.   | N.D.   | Non qualificata | Non qualificata | Non qualificata | Non qualificata |

## Badminton
Lo Sri Lanka si è qualificata nei singoli con un atleta maschio e un'atleta femmina.
Maschile
| Niluka Karunaratne | Singolo maschile | Kenichi Tago V 21–18 21–16 | N.D. | N.D. | 1 Q | Parupalli Kashyap P 14–21 21–15 9–21 | Non qualificato | Non qualificato | Non qualificato | Non qualificato |

Femminile
| Thilini Jayasinghe | Singolo femminile | Ratchanok Intanon P 13–21 5–21 | Telma Santos P 9–21 11–21 | N.D. | 3 | Non qualificata | Non qualificata | Non qualificata | Non qualificata | Non qualificata |

## Nuoto
Gare maschili
| Atleta           | Gara        | Batteria | Batteria  | Semifinale      | Semifinale      | Finale          | Finale          |
| Atleta           | Gara        | Tempo    | Posizione | Tempo           | Posizione       | Tempo           | Posizione       |
| ---------------- | ----------- | -------- | --------- | --------------- | --------------- | --------------- | --------------- |
| Heshan Unamboowe | 100 m dorso | 57.94    | 42        | Non qualificato | Non qualificato | Non qualificato | Non qualificato |

Gare femminili
| Atleta             | Gara               | Batteria | Batteria  | Semifinale      | Semifinale      | Finale          | Finale          |
| Atleta             | Gara               | Tempo    | Posizione | Tempo           | Posizione       | Tempo           | Posizione       |
| ------------------ | ------------------ | -------- | --------- | --------------- | --------------- | --------------- | --------------- |
| Reshika Udugampola | 100 m stile libero | 1:04.93  | 44        | Non qualificata | Non qualificata | Non qualificata | Non qualificata |

## Tiro a segno
Gare maschili
| Atleta             | Evento                      | Qualificazione | Qualificazione | Finale          | Finale          | Classifica      |
| Atleta             | Evento                      | Punteggio      | Classifica     | Punteggio       | Classifica      | Classifica      |
| ------------------ | --------------------------- | -------------- | -------------- | --------------- | --------------- | --------------- |
| Mangala Samarakoon | Carabina 10m aria compressa | 583            | 45             | Non qualificato | Non qualificato | Non qualificato |
| Mangala Samarakoon | Carabina 50m a terra        | 585            | 47             | Non qualificato | Non qualificato | Non qualificato |